# Преццо
Преццо (італ. Prezzo) — колишній муніципалітет в Італії, у регіоні Трентіно-Альто-Адідже,  провінція Тренто. З 1 січня 2016 року Преццо є частиною новоствореного муніципалітету П'єве-ді-Боно-Преццо.
Преццо розташоване на відстані близько 480 км на північ від Рима, 45 км на захід від Тренто.
Населення — 191 особа (2014).
Щорічний фестиваль відбувається 25 липня. Покровитель — San Giacomo.

## Демографія
Населення за роками:

Станом на 31 грудня 2014 року в муніципалітеті офіційно проживали 3 іноземці з 2 країн, серед них 2 громадяни України.

## Сусідні муніципалітети
- Берсоне
- Кастель-Кондіно
- П'єве-ді-Боно